# Терутли
Терутли (цез. ЛIерулI) — село в Цунтинском районе Республики Дагестан. Административный центр Терутлинского сельсовета.

## География
Село находится на берегу реки Цебаритлар (бассейн реки Метлюта), на расстоянии 33 км к северо-западу от села Цунта, административного центра района.

## История
В 1944 году село было ликвидировано, а население переселено в Веденский район. В 1957 году было восстановлено.

## Население
| 1939 | 1970 | 1989 | 2002 | 2010 | 2021 |
| ---- | ---- | ---- | ---- | ---- | ---- |
| 112  | ↗124 | ↗148 | ↗201 | ↗217 | ↗361 |